# Finance Watch
Finance Watch è un'organizzazione non governativa europea che svolge attività di ricerca e sensibilizzazione sulla regolamentazione finanziaria. Con sede a Bruxelles, l'organizzazione si concentra sulla regolamentazione finanziaria nell'Unione europea e nei suoi stati membri.
Nata nel 2011 come contrappeso alla lobby finanziaria su iniziativa dei membri del Parlamento Europeo, Finance Watch dichiara che la sua missione è rafforzare la voce della società nel processo di riforma della regolamentazione finanziaria attraverso la ricerca, la difesa e la promozione degli interessi pubblici di fronte ai legislatori ed al pubblico, agendo come contrappasso agli interessi privati delle lobby del settore finanziario.

## Background
Finance Watch è stata fondata il 30 luglio 2011 a seguito di una petizione avviata nel giugno 2010 da 22 membri del Parlamento Europeo, comprendenti esponenti di tutti i principali gruppi politici (PPE, S&D, ALDE, Verdi/ALE, GUE/NGL). Questa iniziativa è stata firmata da altri 140 funzionari politici da tutta Europa ed ha portato ad un progetto esplorativo finanziato dagli iniziatori, che a sua volta ha condotto il 30 luglio 2011 alla fondazione dell'Assemblea Generale. Ieke van den Burg, un ex membro del Parlamento europeo, è stato nominato presidente del consiglio di amministrazione e Thierry Philipponnat, ex banchiere e dirigente di Amnesty International in Francia, è diventato segretario generale. Nel gennaio 2017, Benoît Lallemand è stato nominato segretario generale.

## Attività
Il team di ricerca dell'organizzazione analizza la regolamentazione della finanza e formula raccomandazioni politiche. Le sue opinioni sono poi comunicate ai policy makers dalla sua squadra di advocacy, che in aggiunta coopera con i membri delle organizzazioni che condividono le stesse idee e comunica con il grande pubblico per mezzo del suo team di comunicazione.
Esempi di dossier di cui si occupa Finance Watch sono i requisiti patrimoniali per le banche (accordi di Basilea III), la struttura bancaria (Rapporto Liikanen), l'high frequency trading, la speculazione su cibo e risorse, la tutela degli investitori al dettaglio. Finance Watch organizza anche conferenze su questioni di regolamentazione finanziaria, in cui le diverse parti interessate del settore finanziario interagiscono in pubblico.

## Struttura e finanziamento
Finance Watch è un'associazione internazionale di diritto belga (AISBL) e prevede due tipi di membri: gli individui e le organizzazioni della società civile. L'ultima categoria include, tra gli altri, gruppi di difesa dei consumatori, sindacati, associazioni di housing sociale, ONG ambientaliste, ONG per lo sviluppo. Ogni Socio ha gli stessi diritti di voto in sede dell'Assemblea Generale dell'organizzazione. Al fine di diventare Socio, sia le persone fisiche sia le organizzazioni della società civile sono tenute a dimostrare la propria indipendenza dall'industria finanziaria dinanzi al Comitato di Trasparenza ed Indipendenza di Finance Watch. Le persone fisiche sono anche tenute a dimostrare di essere in possesso di rilevanti esperienze e competenze al fine di associarsi. I Soci si riuniscono almeno una volta all'anno in occasione dell'Assemblea Generale. Durante l'anno, l'Assemblea Generale è rappresentata dal Consiglio Direttivo. Il Consiglio è composto da otto Membri di cui sei eletti dalla stessa Assemblea Generale che sceglie tra i propri Soci (quattro associazioni della società civile e due persone fisiche) e due Membri indipendenti (« personalità esterne »).
Membri del Consiglio Direttivo di Finance Watch a Marzo 2018:
- Prof. Dr. Rainer Lenz (professore di Finanza Internazionale)
- Morten Clausen  (NFU)
- Andrea Baranes
- Fran Boait
- Grégoire Niaudet
- Rainer Geiger –  Avvocato

Membri del Consiglio Direttivo esterni all'associazione (« personalità esterne »):
- Marc Roche (autore, giornalista finanziario)
- Prof. Eric De Keuleneer (professore di Regolamentazione Economica e Intermediari Finanziari) Solvay School – Université Libre de Bruxelles

Le risorse finanziarie dell'organizzazione provengono principalmente da fondi di progetto dell'Unione europea e da donazioni di diverse fondazioni filantropiche: Adessium Foundation, Fondation Charles Léopold Mayer pour le Progrès de l'Homme, Friedrich-Ebert-Stiftung, Better Markets, Open Society Initiative for Europe; oltre che da altre donazioni individuali e dalle quote associative annuali e contributi dei Soci.

## Principi
La missione di Finance Watch è di « rafforzare la voce della società nel processo di riforma della regolamentazione finanziaria attraverso la ricerca, la difesa e la promozione degli interessi pubblici di fronte ai legislatori ed al pubblico, agendo come contrappasso agli interessi privati delle lobby del settore finanziario ».
L'organizzazione dichiara di seguire questi sei principi nel perseguimento della propria missione:
1. Il ruolo dell'industria finanziaria (allocazione del capitale, gestione del rischio e offerta di servizi finanziari) ha forti implicazioni di pubblico interesse.
2. Il ruolo primario della finanza è l'allocazione di capitale per finalità produttive.
3. La finanza deve servire l'economia reale, non il contrario.
4. Le banche sono legittimate nel perseguire profitti per garantire la propria sostenibilità, ma i profitti non devono ledere l'interesse pubblico.
5. Il rischio di credito non deve essere trasferito sulla società nel suo complesso.
6. L'economia reale ha bisogno di poter accedere al capitale e ai servizi finanziari, in maniera sostenibile, equa e trasparente.